# Gail Cartmail

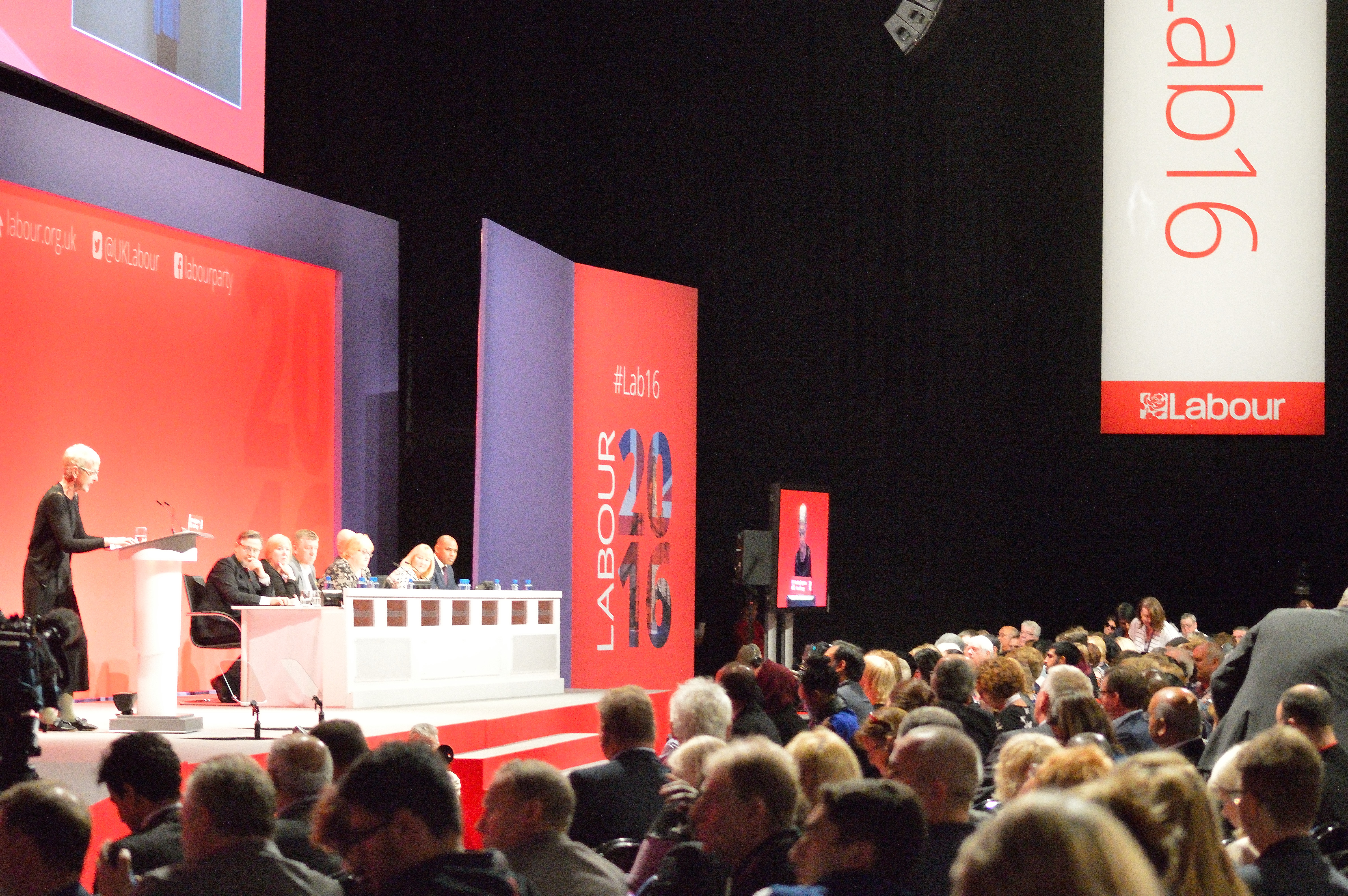
Cartmail hält eine Rede auf dem Parteitag der Labour Party 2016

Gail Cartmail (geboren 1955) ist eine Assistant General Secretary (AGS), eine stellvertretende Vorsitzende der Gewerkschaft Unite sowie ein Mitglied des Executive Committee des Trades Union Congress' (TUC) und dessen General Council.

## Laufbahn
Cartmail besuchte die Heronswood Secondary Modern School in Welwyn Garden City; scheiterte jedoch an der Eleven-plus-Prüfung (eine Prüfung, die an einigen Schulen in England und Nordirland am Ende der Grundschule abgelegt wird und die über die Eignung für das Gymnasium oder andere weiterführende Schulen entscheidet; Anm. d. Übers. ).
Sie ging ohne Abschluss von der Schule ab und begann eine Friseurlehre. Später arbeitete sie in der Verlagswirtschaft und wurde schließlich Vertrauensfrau der Druckergewerkschaft National Graphical Association. Sie wurde wegen ihrer Rolle bei einer Kampagne für gleiche Bezahlung von Frauen bekannt. Im Rahmen der Weiterbildung studierte sie anschließend am London College of Printing.
1977 begann Cartmail als gewerkschaftliche Verbindungsfunktionärin für den Londoner Borough of Greenwich zu arbeiten, zehn Jahre später wurde sie hauptamtliche Gewerkschaftsfunktionärin für die Health Visitors' Association. Sie verließ die Gewerkschaft 1990, um Regionalfunktionärin bei der Gewerkschaft für Manufacturing, Science and Finance  (Fertigung, Wissenschaft und Finanzen) zu werden, und wurde zur nationalen Funktionärin befördert, bevor sie Teil von Amicus wurde, wo sie die nationale Funktionärin für den Gesundheitssektor war. 1977 begann Cartmail als gewerkschaftliche Verbindungsfunktionärin für den Londoner Stadtbezirk Greenwich zu arbeiten, und zehn Jahre später wurde sie hauptamtliche Gewerkschaftsfunktionärin für die Health Visitors' Association. Sie verließ die Gewerkschaft 1990, um Regionalfunktionärin bei der Gewerkschaft für Manufacturing, Science and Finance zu werden, und wurde zur nationalen Funktionärin befördert, bevor sie Teil von Amicus wurde, wo sie die nationale Funktionärin für den Gesundheitssektor war.
Im Jahr 2007 wurde Amicus Teil von Unite, und Cartmail wurde stellvertretende Generalsekretärin mit Zuständigkeit für öffentliche Dienste.  2010 kandidierte sie für den Posten des Generalsekretärs der Gewerkschaft. Sie landete an vierter Stelle, Len McCluskey wurde gewählt. Im Jahr 2016, als McCluskey zurücktrat, um bei den Neuwahlen anzutreten, wurde Cartmail zur geschäftsführenden Generalsekretärin ernannt.
Cartmail ist Mitglied der UK Commission for Employment and Skills. In ihrer Freizeit schwimmt sie gern in kaltem Wasser.
2020 wurde Cartmail President of the Trades Union Congress.